# 乳頭過大
乳頭過大（英語：Nipple Hypertrophy）又稱乳頭肥大，這是形容人類的乳頭出現異常發育一種現象，發生的原因可以分成先天遺傳與後天因素兩種，後天因素的可能原因有：懷孕和哺乳的影響、性行為中過度被吸吮、荷爾蒙的變化，其癥狀常見有凸瘤狀增生與管狀突出增生兩種。

## 簡介
乳頭的外形則視患者發育狀況而定，一项研究显示女性的平均乳头直径为13mm，平均乳头高度为9mm。一旦患者經過青春期，乳頭的外形就顯著異常的過大，包含了乳頭高度過高、乳頭直徑過大以及兩者皆有等現象。通常這些現象在外形上會被一般人看成是乳頭過長或巨大乳頭來形容，在衣著上也造成患者出現「激凸」，這除了對患者產生有穿著顧慮外，嚴重則為患者帶來人際困擾與心理障礙，而且過大的乳頭直接與衣物接觸，長久摩擦會造成乳頭的皮膚紅腫發炎及加快黑色素沉澱，因此患者會尋求整形門診或外科醫院進行乳頭縮小手術。
由於乳頭是乳房組織中所有血管、神經、乳腺的匯集處，感官上也是性行為中會碰觸到的性感帶，使得進行乳頭縮小手術必須格外留意。通常手術方式以不傷害乳頭內部的中央，儘可能從乳頭外部皮膚層動刀，減小傷口範圍及減低後遺症發生，因為愈往中央處，愈容易碰觸到血管、神經、乳腺，若手術不慎傷害到，嚴重則會造成各種後遺症發生，比如無法正常哺乳、乳頭完全沒知覺、乳頭組織壞死等可能情況，也因此手術主要會採取環狀剝除組織，向內逐漸縮減。至於縮減的比例，術前則需要由患者向醫師溝通，以確保術後不會發生醫療糾紛或過失傷害等所衍生的問題。

## 外部連結
- . KingNet國家網路醫院.   [2012-12-05] （中文（臺灣））.